# Tiago I de Avesnes

Brasão com as Armas da Casa de Avesnes.

Tiago I I de Avesnes, também conhecido como Jaime ou Jacó (em francês: Jacques; Avesnes, 1152 –  Palestina, Batalha de Arçufe, 7 de Setembro de 1191) Foi senhor de Avesnes e de Leuse desde 1171. 
Participou militarmente na Terceira Cruzada como líder das hostes francesas, flamengas e frísias, quando chegou à Terra Santa em 1189. Acabou por falecer na Terra Santa no decorrer da Batalha de Arsulf em 1191.

## Relações familiares
Foi filho de Nicolau de Avesnes, Senhor de Avesnes e de Matilde de La Roche, filha de Henrique I de Namur e de Matilde de Limburgo. Casou com Adela de Guise (? - 1185), filha de Bernardo de Guise, Senhor de Guise e de Adelaide de Roucy, de quem teve: 
1. Gualtério II de Avesnes, Senhor de Avesnes casado com Margarida de Blois.
2. Tiago de Landreches, casado com N de Crequy.
3. Guilherme (? - 1219).
4. Guilherme de Avesnes.
5. Bucardo IV de Avesnes, Senhor de Avesnes e de Hainaut, casou com Margarida de Flandres, condessa das Flandres.
6. Matilde de Avesnes, casada por duas vezes, a primeira com Nicolau IV de Rumigny, e a segunda com Luís IV de Chiny.
7. Adelaide de Avesnes ou Alice de Avesnes, casada com Rogério de Rosoy (? – 1246), Senhor de Chaumont-en-Porcien.
8. Ida de Avesnes (1180 – 1216), casou com Engelberto IV de Edingen.
9. Adela de Avesnes (c. 1180 -?), casada por duas vezes, a primeira com Henrique III de Grandpré e a segunda com Raul I de Nesle, conde de Soissons.